# Ian Richardson
Ian Richardson (n. 7 de abril de 1934 – f. 9 de febrero de 2007) fue un actor escocés conocido sobre todo por su interpretación del maquiavélico político Tory Francis Urquhart en la trilogía televisiva de la BBC House of Cards, además de por su actuación en obras teatrales de Shakespeare.

## Inicios
Su nombre completo era Ian William Richardson, y nació en Edimburgo, Escocia, siendo sus padres Margaret Drummond y John Richardson. Estudió en su ciudad natal, en los centros Balgreen Primary School, Tynecastle High School y George Heriot's School.
Su primera actuación en el teatro tuvo lugar con catorce años en una producción de aficionados de Historia de dos ciudades. El director estimuló su talento, pero le advirtió que debía perder su fuerte acento escocés para poder progresar como actor. Su madre le hizo tomar clases de dicción, y Richardson llegó a ser director teatral de la semiprofesional Edinburgh People's Theatre. Tras cumplir su servicio militar en el Ejército (durante el cual trabajó un tiempo como locutor y director teatral del British Forces Broadcasting Service), consiguió una plaza en la Royal Scottish Academy of Music and Drama de Glasgow. Tras un período en el Old Rep, actuó con la Royal Shakespeare Company (RSC), de la cual fue miembro fundador, entre 1960 y 1975.

## Teatro
Aunque más adelante consiguiera la fama gracias a su trabajo cinematográfico y televisivo, Ian Richardson fue principalmente un soberbio actor teatral clásico. Su primer compromiso fue con el Birmingham Repertory Theatre, y su actuación en Hamlet le facilitó entrar en la RSC. Fue un miembro versátil de la compañía durante más de quince años, interpretando papeles cómicos y trágicos con un mismo resultado. Así, fue El Heraldo en la producción que llevó a cabo Peter Brook de la obra Marat/Sade en Londres en 1964, y en su representación en Nueva York hizo el papel principal de Marat (fue el primer actor en actuar desnudo en un escenario del circuito de Broadway), una interpretación que repitió en la versión cinematográfica de 1967. 
En la temporada de 1969 encarnó al personaje del título en Pericles, Príncipe de Tiro, en una producción de Terry Hands. En 1972 actuó en el musical Trelawney, en el Bristol Old Vic, con un gran éxito, trasladando después la obra a Londres, primero al Teatro Sadler's Wells y después al Savoy. Richardson interpretaba al héroe, Tom Wrench, e interpretaba una canción, "Walking On".
Richardson se especializó en papeles shakespearianos. En 1974 fue Iachimo en una producción de la RSC de Cimbelino, con dirección de John Barton. El Ricardo II de Richardson (alternando los papeles del rey y de Enrique IV de Inglaterra con el actor Richard Pasco) representado en 1974, y al año siguiente visto en Nueva York y Londres, supuso un nivel de calidad no igualado en una generación: más de treinta años después destacadas interpretaciones del Rey Ricardo todavía eran comparadas con esa producción.
Un notable cameo shakespeariano fue su breve actuación en 1969 como Hamlet en una escena del sexto episodio, 'Protest and Communication', de la serie televisiva de Kenneth Clark Civilisation. Esta escena la rodó junto a Patrick Stewart y Ronald Lacey.
Tras dejar la RSC, fue el Profesor Henry Higgins en la versión representada en 1976 en Broadway de My Fair Lady, recibiendo el Premio Drama Desk y una nominación a un Premio Tony. También actuó en Broadway en 1981 en la producción original de la obra de Edward Albee Lolita, una adaptación de la novela de Vladimir Nabokov que no fue un gran éxito. 
En 2002 Richardson hizo junto a Sir Derek Jacobi, Sir Donald Sinden y Dame Diana Rigg una gira internacional con la pieza The Hollow Crown. La representación en Canadá sustituyó a Jacobi por Alan Howard y a Rigg por Vanessa Redgrave. Richardson también actuó en The Creeper, de Pauline Macaulay, en el Teatro Playhouse de Londres y en una gira. Su último trabajo teatral tuvo lugar en 2006 como Sir Epicure Mammon en El alquimista, obra representada en el londinense Royal National Theatre.

## Cine
Para el cine hizo un papel musical, el del Padre en El hombre de La Mancha, la versión filmada en 1972 del musical de Broadway. En 1987 rodó una variación de ese papel cuando encarnó al Obispo de Motopo en el telefilm no musical Monsignor Quixote, basado en la novela de Graham Greene.
Richardson hizo numerosas interpretaciones cinematográficas en películas como Brazil (1985), Dark City (1998), Rosencrantz & Guildenstern Are Dead (1990, en el papel de Polonio), Year of the Comet (1992, como el padre de Penelope Ann Miller, Sir Mason Harwood), M. Butterfly (de David Cronenberg, en 1993, con el papel del embajador francés), B*A*P*S (1997, con Martin Landau y Halle Berry, en el papel de mayordomo), 102 dálmatas (2000, como el abogado de Cruella de Vil), y Desde el infierno (2001). También fue el Juez en el filme familiar de 2005 The Adventures of Greyfriars Bobby. Su último trabajo cinematográfico fue el de Juez Langlois en Becoming Jane, estrenada poco antes de su fallecimiento.

## Televisión
A lo largo de su carrera Richardson hizo muchas destacadas interpretaciones televisivas. Aunque no era un desconocido antes de un interpretación, su primer gran papel televisivo fue el de Bill Haydon ("Tailor") en la adaptación por la BBC de Tinker, Tailor, Soldier, Spy (1979). En la década de 1980 se hizo conocido por ser el Mayor Neuheim en la serie Private Schulz y, sobre todo, por encarnar a Sir Godber Evans en la adaptación de Channel 4 de la obra de Tom Sharpe Porterhouse Blue. También fue Jawaharlal Nehru en el show de 1986 Lord Mountbatten: The Last Viceroy; en 1988 interpretó a Edward Spencer en la adaptación televisiva de la novela Troubles, escrita por James Gordon Farrell y en 1990 trabajó con Emma Thompson en la adaptación televisiva de la obra de teatro The Winslow Boy.
Él papel más famoso de los interpretados por Richardson en la pequeña pantalla fue el del político Francis Urquhart en la adaptación que la BBC hizo de la trilogía de Michael Dobbs House of Cards. Gracias a su trabajo ganó el Premio BAFTA al mejor actor televisivo por su trabajo en la primera serie, House of Cards (1990), siendo nominado por su intervención en las dos secuelas, To Play the King (1993) y The Final Cut (1995). También fue nominado a un BAFTA por su papel como el gobernador de las Islas Malvinas Sir Rex Hunt en el filme de 1992 An Ungentlemanly Act. También interpretó a un político corrupto en la serie satírica The Gravy Train y The Gravy Train Goes East. En 1996 narró el docudrama de la BBC A Royal Scandal.
En 1999 se hizo conocido entre el público joven por el papel de Stephen Tyler en el drama familiar The Magician's House (1999–2000). Tras ello fue Lord Groan en la producción de la BBC Gormenghast (2000), y a finales de ese año trabajó en Murder Rooms: The Dark Beginnings of Sherlock Holmes (2000–2001, en la BBC), en el papel del mentor de Arthur Conan Doyle, Dr. Joseph Bell. Anteriormente había interpretado a Sherlock Holmes en dos producciones televisivas de los años ochenta basadas en El sabueso de los Baskerville y El signo de los cuatro. En 2003 volvió a la fantasía haciendo el papel recurrente del malvado Canon Black en la serie de culto de la BBC Strange.
En 2005 hizo el papel de Canciller en el exitoso drama televisivo Bleak House, y ese año participó en el drama navideño de Independent Television (ITV) The Booze Cruise 2, encarnando a Marcus Foster, papel que repitió más adelante en una secuela. 
En junio de 2006 fue nombrado Doctor Honorario por la Universidad de Stirling. El honor le fue conferido por la rectora de la universidad, la actriz Diana Rigg. En diciembre de ese año Richardson dio voz a la adaptación que Sky One hizo de la novela de Terry Pratchett Papá Puerco. 
Para el público estadounidense se hizo familiar por su intervención en los comerciales de la marca de mostaza Grey Poupon. En los últimos quince años de su vida Richardson actuó cinco veces en televisión actuando junto a su hijo, Miles Richardson, usualmente en pequeños papeles, tanto uno como el otro. Así, en el programa de la ITV Agatha Christie's Marple, Miles hizo un papel sin créditos como hijo de Richardson.

## Fallecimiento
Ian Richardson falleció en Londres, Inglaterra, a causa de un infarto agudo de miocardio el 9 de febrero de 2007, a los 72 años de edad. Le sobrevivió su esposa, Maroussia Frank, también actriz, y dos hijos. Uno de ellos, Miles, es también actor de la Royal Shakespeare Company. Los restos del actor fueron incinerados, y sus cenizas depositadas en los cimientos del auditorio del Royal Shakespeare Theatre en Stratford-upon-Avon durante su renovación llevada a efecto en 2008.
En 1989 a Ian Richardson se le había concedido el título de Comendador (CBE) de la Orden del Imperio Británico.

## Selección de su filmografía
- King of the Wind (1989)
- Year of the Comet (1992)
- The Treasure Seekers (1996)